# Черно-червен гверек
Черно-червеният гверек (Procolobus badius) е вид бозайник от семейство Коткоподобни маймуни (Cercopithecidae). Видът е застрашен от изчезване.

## Подвидове
Procolobus badius – Черно-червен гверек
- Procolobus badius badius
- Procolobus badius temminckii
- Procolobus badius waldronae – Черно-червен гверек на госпожа Уолдрън